# Homosemion
Homosemion is een geslacht van vliesvleugeligen uit de familie Encyrtidae. De wetenschappelijke naam van dit geslacht is voor het eerst geldig gepubliceerd in 1967 door Annecke.

## Soorten
Het geslacht Homosemion is monotypisch en omvat slechts de volgende soort:
- Homosemion bennetti Annecke, 1967